# Saison 5 de Mon oncle Charlie
Chronologie
Saison 4 Saison 6
Cet article présente la cinquième saison de la série télévisée Mon oncle Charlie.

## Distribution

### Acteurs principaux
- Charlie Sheen (VF : Olivier Destrez) : Charlie Harper
- Jon Cryer (VF : Lionel Tua) : Alan Harper
- Angus T. Jones (VF : Brigitte Lecordier) : Jake Harper
- Marin Hinkle (VF : Élisabeth Fargeot) : Judith Harper
- Conchata Ferrell (VF : Élisabeth Margoni) : Berta
- Holland Taylor (VF : Maaike Jansen) : Evelyn Harper

### Acteurs récurrents
- Ming-Na Wen (VF : Yumi Fujimori) : Linda Harris (épisodes 3 à 6)
- Melanie Lynskey (VF : Natacha Muller) : Rose (épisodes 4, 12, 14, 16)
- Robert Wagner (VF : Dominique Paturel) : Teddy Leopold (épisodes 7 et 9, 16 et 17)

### Invités
- Kimberly Quinn : Donna (épisodes 3 et 11)
- Jane Lynch : Dr Linda Freeman (épisodes 4, 15 et 19)
- Jennifer Taylor : Nina (épisode 7)
- Jenny McCarthy (VF : Laurence Dourlens) : Courtney (épisodes 9, 16 et 17)
- Ryan Stiles (VF : Henri Courseaux) : Dr Herb Melnick (épisode 13)
- Emmanuelle Vaugier (VF : Naike Fauveau) : Mia (épisode 15)
- George Eads (VF : Denis Laustriat) : George (épisode 17)
- Susan Blakely : Angie (épisodes 18 et 19)
- Coby Ryan Mc Laughlin : Jeremy (épisodes 18 et 19)

## Liste des épisodes
Cette saison compte seulement 19 épisodes en raison de la grève des scénaristes de 2007-2008.

### Episode 1:Le grand saut
- États-Unis : 24 septembre 2007 sur CBS
- France : 2 novembre 2008 sur Comédie+

- États-Unis : 13,58 millions de téléspectateurs

- Brian Turck : Mike
- Monica Young : Julie

### Episode 2:Ma mère, mon amie
- États-Unis : 1er octobre 2007

- États-Unis : 13,24 millions de téléspectateurs

- Jennifer O'Dell : Margaret
- Janeane Garofalo : Sharon
- Holly King : Mitzi
- Micheal Potter (Henry)

### Episode 3:Les femmes de mon âge
- États-Unis : 8 octobre 2007

- États-Unis : 13,02 millions de téléspectateurs

- J.J. Rodgers (Luanne)
- Jud Tylor  (Deedeee)
- Kimberly Quinn (Donna)
- Kurt Scholler (Bailiff)
- Paige Peterson (Hooker)

### Episode 4:La cité des Saints
- États-Unis : 15 octobre 2007

- États-Unis : 13,69 millions de téléspectateurs

- Jane Lynch (Dr. Linda Freeman)

### Episode 5:Qui vivra verra
- États-Unis : 22 octobre 2007

- États-Unis : 13,94 millions de téléspectateurs

- Matt McKenzie (Gary)
- Ernie Grunwald (Clinician)

### Episode 6:Le4eCommandement
- États-Unis : 29 octobre 2007

- États-Unis : 13,73 millions de téléspectateurs

- Richard V. Licata (Councilman Stewart)
- Jeanine Giovanni (Melina)

### Episode 7:La coupe est pleine
- États-Unis : 5 novembre 2007

- États-Unis : 13,80 millions de téléspectateurs

- Jennifer Taylor (Nina)
- Robert Wagner (Teddy Leopold)

### Episode 8:Ma brillante carrière
- États-Unis : 12 novembre 2007

- États-Unis : 14,12 millions de téléspectateurs

- Richard Kind : Artie
- Ion Overman : Vicki
- Tina Morasco : Summer

### Episode 9:Une belle carrosserie
- États-Unis : 19 novembre 2007

- États-Unis : 13,92 millions de téléspectateurs

- Robert Wagner (Teddy Leopold)

### Episode 10:L'extraterrestre
- États-Unis : 26 novembre 2007

- États-Unis : 15,26 millions de téléspectateurs

- Laura McLauchlin : Charity
- Justine Eyre : Gabrielle

### Episode 11:La rupture
- États-Unis : 17 mars 2008

- États-Unis : 14,06 millions de téléspectateurs

- Kimberly Quinn : Donna
- Eve Gordon : Brenda
- Sandra Robinson : Georgia
- Gracie Maddox : Lily

### Episode 12:Hors normes
- États-Unis : 24 mars 2008

- États-Unis : 14,23 millions de téléspectateurs

- Cerina Vincent (Lulu)
- Sun Park (La manucure)

### Episode 13:Allô docteur
- États-Unis : 31 mars 2008

- États-Unis : 14,50 millions de téléspectateurs

- Christina Moore (Cynthia Sullivan)
- Ryan Stiles (Dr Herb Melnick)

### Episode 14:La fille de joie
- États-Unis : 14 avril 2008

- États-Unis : 13,94 millions de téléspectateurs

- Hayley Erin : Milly
- Kathryn Gordon : Jess
- Carrie Reichenbach (Alexis)
- Jamison Haase (Serveur)

### Episode 15:Coureur de jupons
- États-Unis : 21 avril 2008

- États-Unis : 13,36 millions de téléspectateurs

- Emmanuelle Vaugier : Mia
- Andrea Bogart : Gretchen
- Barry Livingston : Sam
- Clint Carmichael : Fred
- Jane Lynch : Dr Linda Freeman
- Alison Shanks (Woman)
- Anastasia Foster (Pepper)

### Episode 16:Vive la mariée
- États-Unis : 28 avril 2008

- États-Unis : 12,91 millions de téléspectateurs

- Steve Tom (Minister)
- Robert Wagner (Teddy Leopold)

### Episode 17:Amour à mort
- États-Unis : 5 mai 2008

- États-Unis : 13,61 millions de téléspectateurs

- Jamie Rose (Sloane Jagov)
- Micheal Lowry (Wes Tosterone)
- John Burke (Henry Ketchum)
- Hope Allen (Jenna)
- Ping Wu (Officier de police judiciaire)
- Nicole Malgarini (Misty)
- Hollie Stenson (Destinee)
- Nakia Secrest (Angel)
- Dan Cole (Le clown)
- George Eads (George)

### Episode 18:Gérontophilie
- États-Unis : 19 mars 2007

- États-Unis : 11,68 millions de téléspectateurs

- Susan Blakely (Angie)
- Coby Ryan McLaughlin (Jeremy)
- Jack Plotnick (Mike)

### Episode 19:Double coup de foudre
- États-Unis : 19 mai 2008

- États-Unis : 14,70 millions de téléspectateurs

- Susan Blakely : Angie
- Jane Lynch : Dr Linda Freeman
- Coby Ryan Mc Laughlin (Jeremy)
- Virginia Williams (Tricia)
- Rib Hillis (Justin)